# ブラック・ジャック (OVA)
『ブラック・ジャック』は、手塚治虫の漫画『ブラック・ジャック』を原作とするOVAシリーズである。本項では、派生作品である1996年公開の劇場版アニメ『ブラック・ジャック 劇場版』についても扱う。なお、2005年公開の劇場版アニメ『ブラック・ジャック ふたりの黒い医者』については、ブラック・ジャック (テレビアニメ) を参照。また、『週刊少年チャンピオン』応募者全員サービスとしてリリース後『BLACK JACK Limited Edition BOX』に収録されたOVA『ブラック・ジャック 空からきた子ども』については、当該の項を参照。

## 概要
製作は手塚プロダクション、BJ製作実行委員会、秋田書店、日本コロムビア（第1話 - 第7話）、バンダイビジュアル（第8話 - 第10話）。発売元は日本コロムビア（第1話 - 第7話）、バンダイビジュアル（第8話 - 第10話）。監督は出崎統。キャラクターデザインは杉野昭夫。ブラック・ジャック役は大塚明夫。ピノコ役は水谷優子。後に製作されたテレビアニメ版は、他のアニメ作品とは違い、キャストや一部のスタッフが同じである以外、OVAとの繋がりはない。
原作を元にして展開されるオリジナルストーリーを中心に第2話・第6話はOVAの完全オリジナルとなる。原作とはひと味違った作画と演出が盛り込まれ、やや大人向けの内容となっておりレンタルビデオでは「大人が見るアニメ」と表記されることがある。
テレビシリーズ版『ブラック・ジャック』とは違って、手術シーンでの描写はリアルに再現されている。VHS版は、秋田書店が通信販売のみで取り扱っている。DVDは各話単品ではなく、第1話 - 第10話を収録したDVD-BOXとして発売、販売元はパイオニアLDC。早くに生産が終了しており入手は困難だったが、視聴はレンタルビデオやGYAO!ストアなどで可能である。なお、DVD-BOXには別売の劇場版のDVDも収納できる。2009年10月にはDVD-BOXが再発売。
2011年5月には11年ぶりとなる新作となる第11話・第12話の製作が告知され、シリーズ完結編として位置づけた『ブラック・ジャック FINAL』（以降、『FINAL』）のタイトルで発売することが決定した。監督の出崎統は『FINAL』制作時、既に病床にあり、同年4月に死去したため、「監修・シリーズ名誉監督」としてクレジットされている。後任の総監督として、出崎や本作に関わりのあった桑原智が第11話を、西田正義が第12話をそれぞれ担当した。こうして完成した『FINAL』は、同年12月16日にDVDで発売された。
この『FINAL』制作には、闘病中だった出崎も少なからず関わっており、シリーズ初の絵コンテ・総監督を務めた桑原、西田は「（出崎監督からの提案を受けたことで）BJらしい、思い描いていたテーマを表現した台詞になった」「出崎監督より多くの助言を得て、ストーリーや登場人物などを盛り込んでいった」と語っており、公式的にも「ラストワーク」とされる。
出崎は当初本作の劇場公開を考慮し、ビスタサイズへの加工を前提にスタンダードサイズで制作していた。カルテ1 - 7は長らくスタンダードサイズでの収録となっていたが、2014年4月に発売されたHDリマスター版Blu-ray BOXでは、当初の想定通りビスタサイズで映像が収録されている。
地上波では、1990年代後半に日本テレビ系でたびたび放送された他、2009年1月10日から同年3月28日までTOKYO MXでも放送された。毎日放送の『ヒーローは眠らない』枠で放送されたこともある。
2013年9月21日には、同年9月24日に放送されるテレビドラマ『神様のベレー帽〜手塚治虫のブラック・ジャック創作秘話〜』を記念し、『FINAL』のカルテXIが関西テレビの深夜枠で放送された。
2013年12月30日から2014年4月13日にかけてカルテXIIまでの全話がTOKYO MXで放送された。

## 各話ストーリー
カルテI：流氷、キマイラの男（原作：ハリケーン）
謎の奇病、「キマイラ」に体を蝕まれる大企業の会長、クロスワード。彼は小さな島に屋敷を建てて住んでいた。彼の病気は発作を起こせばたちまち極度の脱水症状へと陥り、大量の水を欲するものの飲めば体の至る所からそれをすべて出してしまうといった恐ろしい奇病である。最終的には口から青い光を出して死に至る。ブラックジャックを呼び寄せ、治療を行うものの原因は全くつかめず。島にいた唯一の診療医も兄がその病に冒され、やがて死に至った。島の人間たちは、次第にキマイラが大量発生したのは奴のせいだと、クロスワードに対する不信感を表し、各々が武器を片手に屋敷へと歩き出すのであった。
カルテII：葬列遊戯（完全オリジナルストーリー）
偶然通りかかった町で出会った少女、里枝。4人の仲間とスケートで遊んでいた最中に怪我をした彼女を、BJは手早く治療しその場を後にした。数か月経ち、飛行機に乗ったBJは以前から馴染みのあった高杉警部と出会うが、ある事件を追っているらしく、行き先もBJと同じであった。診療を終え、帰路についてみればそこは以前里枝たちと出会った場所。偶然が重なり、再び里枝と再会する。だが周りに仲間の姿はなく、なぜか必死にBJに助けを求める。訳を聞き、ある大病院へと駆けつけるとそこで出会ったのは植物状態でベッドに横たわる里枝の仲間の一人、井上弓子。BJの判断で簡単な検査を行い、その結果をカルテと照合してみると、ある面白い発見をする。直後に、院長兼弓子の担当医の梅谷時雄が駆けつける。手術をすると言い出すBJだが、梅谷はなぜかそれを頑なに拒むが、BJの手によって半ば強制的に手術へと事を運び、なんとか事なきを得た。回復へと向かう弓子、しかし見舞いに来ていた里枝が突然姿を見せなくなった。気にかけたBJは、彼女のマンションへ。だが、そこには暗い部屋で妖しく微笑む里枝の姿が。それを目撃したBJは、里枝と弓子にある共通点があることに気づき、再び高杉と接触。
カルテIII：マリア達の勲章（原作：約束）
南米オルテガ共和国将軍、クルーズが逮捕された。続けてユナイツ連邦の軍隊によって爆撃を受けるオルテガ共和国。仕向けたのは同連邦の大統領、ケリーであった。ケリーの狙いはオルテガの石油の利権で、クルーズはそのために麻薬密売などの無実の罪を着せられたのだ。クルーズを救うべく動き出したオルテガの軍隊の中に、マリアという名の女性兵士がいた。戦いで負傷した体を引きずりながら、彼女はBJをとある場所へと案内する。辿り着いたそこはオルテガ軍の宿営地であり、収監先から助け出されたクルーズの姿もあった。BJはマリアの依頼により、末期ガンの彼に帰国までの延命治療を施すが、その場所にもケリーの魔の手が押し寄せる。脱出を余儀なくされたオルテガ軍は、最終的な集合場所を定め散開。戦いの幕は再び開き、そして次々と倒れていく兵士たち。BJ、クルーズ、マリアを乗せて走るジープの背後にもケリーによって差し向けられた敵軍のヘリが迫りよる。
カルテIV：拒食、ふたりの黒い医者（原作：ふたりの黒い医者、あるスターの死）
女優ミシェルは、原因不明の症状に悩まされていた。映画の撮影を中断し、療養のために休暇をもらうが、忽然と姿を消す。同時に、BJが治療しようとしていた患者が死んでいた。金を払えばすぐにあの世へと送ってくれる医師、ドクター・キリコの手によるものであった。その後、休暇中のBJに治療の依頼が入る。依頼主はミシェルであった。痩せ細った体でBJに助けを求める彼女。原因は拒食症を伴う奇病であった。しかし、どんなに時間を掛けた検査も治療も効果が無く、彼女自身もついには死にたいとまで考えるに至った。そんな折、事の成り行きを知ったキリコが現れ、BJに病気の原因を解くカギになるかもしれないと、ある場所を指した。後日BJが訪れたそこは、廃墟と化した軍の廃棄物処理施設であった。そこに隠された病魔の根源とミシェルの過去とは。
カルテV：サンメリーダの鴞（原作：過ぎさりし一瞬）
英国軍人（士官学校在籍）であるレスリーは発作的な悪夢に悩まされ、精神科に通い詰めの日々であった。見知らぬ子連れ女性とともに殺害に巻き込まれてしまう奇妙な夢。発作が起きればたちまち背中から大出血を起こしてしまう病的とも言うべき症状であった。旅の最中にもそれは起こり、偶然列車に居合わせたBJによって応急処置が施されるが、彼は目を疑った。レスリーの体には、手術の痕跡が残されていたが、それは己が今まで見たことのない、芸術とも言えるべき素晴らしい技術によるものだった。レスリーから事情を聞いたBJは、治療した医者の捜索に協力することを条件に、彼の根本治療に取り組むことにした。夢に現われる女性の歌を頼りにやってきたのは、世界中に何億もある地名の中で唯一存在する地名、エルガニア共和国コロネラ郡サンメリーダ村。25年以上もの内戦の末、食料ですら未だ配給制という状況であるこの国の中でも、反政府組織の本部が存在したことから激戦地となり原住民はとある人物を除き皆死亡し、未だに戦争の痕を色濃く残すこの村。だが、未だ訪れたことのないこの村に着くやいなや、突然涙を流しながら懐かしむレスリー。
カルテVI：雪の夜ばなし、恋姫（完全オリジナルストーリー）
ぼろぼろの紙幣がたくさん詰まった小包がBJの元へ届く。その荷物の発送は2年前。同封されていた手紙には、明日をも知れない命…と書かれており、すぐさまピノコを連れて車へと乗り込むBJ。行き先は夜叉ヶ岳郡大字中里。目的地にはほど近い場所で、車が雪にはまってしまいその場に立ち往生。焦っても仕方がないとシートを倒し、しばし眠りへと入るBJ。目覚めたBJが外を見ると、古びた寺が立っていた。吹雪はやみ、辺りは静けさに満ち、冷たい風が吹きすさんでいた。寺の尼にピノコを預け、再び降り出した吹雪の中を徒歩で進むBJ。そして現れたのは依頼主、種田。だがその姿たるや、まるで戦国時代を思わせる馬にまたがった甲冑姿。そして次々と現れる武将たち。それらを太刀で一閃し、案内された屋敷では、着物をまとい妖艶な美しさを放つ女が横たわっていた。男の名は種田三郎左衛門、そして患者は池端家の姫君であった。現代ではあり得ないような光景を次々と目の当たりにする。
カルテVII：白い正義（原作：白い正義）
中東、アデンタール。砂漠に位置するこの村では、戦争によって受けたひどい貧困とキャンプによる生活を強いられていた。患者であるカレンを探し求め、砂漠を歩き続けるBJ。そこで一人の女と出会う。女の名はキャサリン、ボランティアで村へ向かう途中であった。数時間が経ち、村人の中で病人が発生したためにすぐに手術をするBJ。その患者こそ、BJが探し求めていた患者、カレンであった。だが、病気による患者はカレン一人だけではなく、その難民の多くが病気にかかっていた。それらを放っておけるはずが無く、カレンをスタンフィールド教授の下へと預け、BJは難民の治療を続ける。BJの見事な手技を目の当たりにしたスタンフィールドは役員会を開き、BJへの医師免許の発行に同意を求めた。集まった者たちは皆賛成の意見を述べていたが、ひとり反対する者の姿が。白拍子泰彦、東西大学病院の医師であり、キャサリンの婚約者であった。医療とは白衣に身をまとった正当な「医者」が行うことで、流れ者の「無免許医」が行なうことではない…と頑なに異議を唱える。白と黒、相対する者同士は対立し、BJへの医師免許の発行が危ぶまれる。
カルテVIII：緑の想い（原作：木の芽、老人と木）
地方の学校で寮生活を送るアンドリュー、ロレンス兄弟。アンドリューはロレンスの体を見て驚愕した。なんと、彼の体からは沢山の木の芽が吹き出していたのだ。奇妙な症状を目の当たりにしたアンドリューはBJに治療を依頼するが、その原因は全く分からずにいた。同時に、兄弟の両親が住む村では、村の開発のために一本の大木が切り倒されようとしていた。それを頑なに阻止する一人の老人。そして、木に呼び寄せられるかのごとくロレンスとピノコが突然の失踪。アンドリューの両親の協力の下、必死の捜索の末に居場所をつかみ、すぐさまロレンスをオペ室へと運び入れた。術着をまとい、準備を進めるBJにピノコが涙を流しながら「私にも木の芽が生えたの」と語りかける。
カルテIX：人面瘡（原作：人面瘡）
銀行、車、エレクトロニクスなどを取り扱う総合商社・都築財閥。患者は現社長である都築耕一郎。幼い頃から悩まされ続け、苦しんできた病。この病気をすがる思いでBJに打ち明けた。患者の腹部には巨大な「顔のようなできもの」が出来ており、名を『人面瘡（じんめんそう）』と呼ばれる病気であった。幼い頃に小さなできものから始まり、やがて顔のような形となり、ついには己に声で語りかけてくる始末。用意されていた設備をフルに活用し、研究に没頭するBJ。だが、深夜に都築が突然の失踪。執事の種田とピノコを連れて捜索へと向かうが、足取りは一向につかめなかった。その頃、街ではある事件が警察を騒がせていた。同じ手口、同じ凶器で犯行を繰り返す殺人事件であるが、同一犯の犯行とは思えないただ一つの奇妙な謎が存在した。捜査にはBJとも親交の深い高杉警部もあたっていた。奇妙な事件と奇妙な病気。高杉とBJは共に頭を悩ませていた。失踪した都築のことを執事の種田から聞いたBJは、精神的なものが作用していると悟った。雨の中一人で捜索を始めるBJ。家出少女のマリコと出会い、案内されてみるとダンボールハウスの中には一人の赤い髪の女が掌から血を流して座っていた。治療を開始しようと彼女の掌を開いた瞬間、あったのは「顔のようなできもの」であった。驚愕するBJの手を振り解き、逃亡を試みる女。「解離性同一性障害（かいりせいどういつせいしょうがい）」、疑いつつもBJの頭によぎる。すぐさま引き返し、都築邸へと向かう。施錠された耕一郎の寝室、そして中にいたのは赤い髪の女であった。「人面瘡」と「解離性同一性障害」、そして耕一郎に秘められた過去とは。
カルテX：しずむ女（原作：しずむ女）
豊かな漁場として知られる、三ヶ月湾。その湾へと流れ込む満月川に誘致された工場群から、不適切に管理された廃液が流れ出し、湾が汚染された。汚染されたことを知らずに人々はその湾で捕れた魚を食べ続け、そして蔓延した公害病、「三ヶ月病」。手足の関節にさまざまな異常が起き、変形あるいは変質を起こす症状だ。政府によって医師団が結成され、リーダーのフォックス医師によってBJにもオファーがかかる。三ヶ月市はある伝説で知られていた。そして市から人里離れた山にある民宿・満月館。そこで魚を売り歩く不思議な少女、月子と出会うが、彼女もまた足を「三ヶ月病」に侵されていた。彼女を気にかけるBJ、彼に何らかの感情を抱いてしまう月子。やがて、月子とBJとの関係は深くなり、治療を試みようとするが、戸籍のない彼女には市からの救済措置がとれないことを知る。どうにかして月子を助けたいBJ。だが彼が奔走する最中にも、月子の体は「三ヶ月病」の魔の手に蝕まれていく。そして、伝説の顛末を知り驚愕するBJ。
カルテXI：おとずれた想い出（原作：奇形嚢腫、おとずれた思い出）
ある雨の降る夜に、ピノコが発作を起こして倒れてしまった。ピノコは数日で退院したものの、その後も同じ発作を繰り返していた。発作の原因を突き止めようとするBJの許に、高尾と名乗る青年が治療の依頼に訪れる。ピノコの治療に専念したいBJは依頼を断るが、患者の名前を聞いたBJは一転して依頼を引き受けた。患者の名前は西園寺ゆりえ。かつて奇形嚢腫を患っていた女性であり、ピノコの双子の姉に当たる人物だった。BJはピノコとゆりえの症状には関連性があると見て治療を引き受けたが、一向に治療の糸口さえ見出せなかった。ある日、BJは西園寺家に縁のある神社を訪れ、西園寺家にまつわる伝説を聞く。その伝説は、西園寺家に生まれる双子の片割れは、皆数年で死んでしまうというものだった。その話を聞いた直後、ゆりえが病室からいなくなってしまう。
カルテXII：美しき報復者（原作：アナフィラキシー）
日本へ向かう飛行機に搭乗していたBJは、機内で突然倒れた女性に出くわし、治療に当たるため女性と共に飛行機を降り病院に向かった。しかし、その女性は独裁国家・アンリョン国の女工作員Lであり、BJはアンリョン国に拉致されてしまう。アンリョン国に連れて来られたBJは、アンリョン国の支配者であるチェ・ヒョク将軍の手術を依頼される。将軍は脳腫瘍を患っていたが、麻酔に対するアナフィラキーショックのため、誰も手術を行えない状態だった。治療を引き受けたBJだったが、将軍の後継者の座を狙う将軍の長男・テビョン大将によって暗殺されそうになる。護衛の任に就いていたLによって危機を回避したBJは、Lと共にテビョンの追手から逃れ、負傷したLの治療に当たる。その際、BJはLが将軍の暗殺を狙っていることを聞かされる。その頃、アンリョン国では将軍の次男・ジョンギの率いる反政府組織ファンロンとテビョンの軍隊が内戦を引き起こしていた。Lの治療を終えたBJは混乱状態にある首都に向かい、将軍の手術を開始する。

## 登場人物
「種田三郎左右衛門」（KARTE6）、「種田（執事）」（KARTE9）、「種田（おいだ）」（KARTE10）に関しては全て別人の設定になっている。

### メインキャラクター
ブラックジャック
声 - 大塚明夫
本作の主人公。本名は間黒男。医師免許を持たないモグリの医者で、いつも患者に法外な値段を吹っかけるが、天才的な腕を持つ外科医。
OVA版では監督である出崎の中でのBJの性格の設定か、もしくはBJの年齢が若干高く設定されているらしく、原作で稀に見せる荒い言葉遣いが無く、全編通して大人びた言葉遣いで統一されている。
また原作での幼少の怪我の原因の復讐のエピソードが解決済み、もしくは無くなっているため、患者への高額な医療費の請求は患者ないし家族の「生きたいと思う意思」の確認と、報酬=BJ自身が命に対して少しでも生かすことの努力をしたという証だと思われる、人は人の死に対してその死を悼み、一時涙を流すことくらいしかできないとBJ本人が語っている。
その証拠にKARTE.7 『白い正義』で難民キャンプにて、「報酬のない医療はしない」と一人1ドルでの治療を行い、持ち合わせのない者からは1ドルの借用書で治療を行っている。エピソードのエンディングにて事情を知らないピノコがその借用書の山をゴミとして廃棄しようとした際に、BJは「悪いが大事なものなんだ」とピノコの手から取り上げており、高額な治療費と回収する当てのない1ドルの借用書の価値が同じという描写から、原作以上にその部分が強調されている。
その他の部分は原作に準ずる。詳しくはリンクを参照。
ピノコ
声 - 水谷優子
ブラック・ジャックと一緒に暮らしている女の子。自称18歳。原作よりも大人向けの内容というコンセプトの強いOVAシリーズにおいて、監督の出崎は作品の中でのコメディリリーフ色の強いピノコの扱いに当初は困っていた旨を演じていた水谷優子にこぼしていたが、後にピノコの存在意義がやっと解ってきたと同じく水谷に発言しており、序盤のエピソードでは留守番や、コメディリリーフ的な役が多かったのに対して、KARTE.5 『サンメリーダの鴞』ではピノコの語りと視点で物語が進むピノコが主役の回が設けられた。
BJと同じく原作よりも大人びた発言が多くなっており、原作同様に自称「BJの奥さん」と発言している物の、KARTE.5 の語りの中で作中の旅行を「かなえられることのない私の先生への恋心の慰め」と悟った心中を語ったり、KARTE.11 『おとずれた思い出』では自身の姉に当たる西園寺ゆりえとの別れの際に真実に気づかない振りをし、患者と医者の助手として明るく別れを切り出しているなどがみられる。
序盤のエピソードでは原作の独特な口調はあまり再現されていなかったが、後半のエピソードになるにつれて独特の幼児語になっていった。なお、自身のモノローグにおいては普通の言葉遣いとなっている。
その他の部分は原作に準ずる。詳しくはリンクを参照。

### その他のキャラクター
高杉警部
声 - 羽佐間道夫
カルテ2と9に登場。原作の友引警部にあたる人物で本人曰く「BJの友達」。KARTE.2ではS県警に出向、捜査四課で麻薬捜査を担当（OVA発売時の1993年では組織犯罪対策部を捜査第四課と呼んでいたが、現在は部局が独立して設置されている）、KARTE.9では警視庁に戻り少年課に配属されていた。
飛行機で同席の際に禁煙席で喫煙したり、公衆の面前でBJを無免許医と呼ぶなど無神経な部分が目立ち、BJも「嫌な奴に出会った」と胸中では煙たがっていた。
一方で警察という組織に居ながら無免許医療を見逃したり、KARTE.9で耕一郎を逮捕に向かう前に「捜査が入る明日の朝までに逃げろ」と忠告し、間に合わなかった際にもとぼけて見逃させるなど、原作の友引警部に比べて情に篤く、BJに理解のある人物として描かれている。
BJも胸中では文句を言っている物の、律儀にS県警に顔を出したり（不在で「待つほどの相手ではない」と合わずに立ち去っている）、麻薬植物の菜園を見てしまい組織に狙われる恐れのある里枝と弓子の身辺警護を頼むなどある程度信頼はしている様子。
演じている羽佐間道夫の好演もあり、OVAシリーズでBJとピノコ以外で複数のエピソードに登場した唯一の人物である（麦人演じるKARTE.6・9の登場人物の種田は同名の別人物）。東京都杉並区西永福に自宅を構えているらしい。

### カルテI「流氷、キマイラの男」
クロスワード・マナビス
声 - 大塚周夫
キマイラ病を罹っている大富豪。余所者と思われていたが、元々は島の出身で過去に島からキマイラ病が発症した際に家族が感染、感染拡大を恐れた村人の焼き討ちに遭い両親と妹を殺され、自身は島を逃げ出した過去を持っている。キマイラ病が解明できず諦めかけたBJに手術をキャンセルされかけるが、命乞いではなくキマイラの発作の様子を見てほしいのだと説得する。手術の日に「おはよう小百合」と言って手術室に向かい、キマイラ病解明に命を賭して最後の発作の最中に手術を受け息を引き取った（原作では生存している）。
幼少期と現在と二度にもわたる村人の焼き討ちにあいながらもキマイラ病だけを憎み続け、最後は亡骸をBJに抱きかかえられて妻の元に送られた。
小百合・マナビス
声 - 井上喜久子
クロスワードの妻でありながら、秘書のデビットは不倫の仲。10年前にBJの整形手術で美しく生まれ変わり、そのお陰でクロスワードと結婚した。そのためにBJが島に到着時に再会を喜ぶが、BJには「再発でもしない限り患者は医師の事など忘れて良い」と素っ気なくあしらわれてしまう。
後にクロスワードとの子を懐妊する。バスルームで転倒し流産の危機に陥るが、BJの緊急処置によってお腹の赤ん坊共々救われた。
デビット・ローゼンタール
声 - 大滝進矢
クロスワードの秘書だが、小百合の不倫相手。秘書課の経費を誤魔化して横領していた。小百合がクロスワードの子を懐妊を境に別れを切り出されるがしつこく食い下がっていた。実は歳の差婚から小百合の気が紛れればとクロスワードに関係は意図的に見逃がされていた。後に「小百合の気が無いのでいつでも辞めてよい」と事実上の解雇を宣告される。村人の屋敷襲撃の際に自身から会社を辞めることを小百合に伝え、クローゼットに小百合とメイドを隠し、体を張って守ろうと村人に抵抗するが松明で殴り倒されてしまう。
ミネア・F・ロス
声 - 冬馬由美
島の女医。兄フレディとイギリスで医師の資格を取り島に戻ってきたが、その兄がキマイラ病を発症している。クロスワードの犠牲のもとに発見されたキマイラ病の真実をTV出演で報じていることから、村人の屋敷襲撃の後にBJからキマイラの全貌を伝えられたと見られる。
シェル
声 - 亀井芳子
村の少年。父がキマイラ病を発症しており、井戸を掘るために城から壷を盗んだところをBJに助けられる。
フレディ
声 - 掛川裕彦
ミネアの兄で医師。兄妹でキマイラ病の解明に尽力していたがキマイラ病に感染してしまい、最後には息を引きとる。

### カルテII「葬列遊戯」
藤波里枝（ふじなみ りえ）
声 - 林原めぐみ
S市にある私立の全寮制女子校に通う少女。16歳。中学生の頃より東京にいる両親と離れて暮らしている。
真夜中に公園の凍った噴水でスケート中に額の怪我をした際、偶然通りかかったBJに助けられた。
BJの処置を受けてから半年後、偶然S市を訪れたBJと再会。友人の弓子を救って欲しいと懇願する。自身の施された処置の技術の高さから、弓子が植物状態となって2か月もの間、最初にBJと出会った公園にて藁にもすがる思いで毎日BJを待っていたことを明かす。
最初にBJと出会ってから3か月後、クラス替え前の思い出作りのために友人たちと登った仙人岳で道に迷い、偶然ペルート菜園を発見。そこで他の3人共々ペルートに触れてしまい、ペルート中毒となっていたことが後に判明する。
井上弓子（いのうえ ゆみこ）
声 - 荒木香恵
里枝の友人で、彼女と同じくS市の全寮制学校に通っている。両親はシカゴ在住。
BJと出会って4か月後、仙人岳の吊り橋の崩落事故に遭い、80mの高さから転落。以後、2か月もの間植物状態になったが、里枝の依頼によってBJの手術で助けられた。彼女もまた里枝と同じペルート中毒であり、崩落事故に遭ったのも、再びペルートを求めて仙人岳に訪れたことが発端となっている。
梅谷時雄（うめたに ときお）
声 - 関俊彦
S市の病院の院長。亡くなった父親の病院を引き継いだ二代目で、病院の業務をそっちのけで遊びまわっている。裏では某国の犯罪組織と通じており、麻薬の元になるサボテンペルートを持ち山の仙人岳で栽培していた。そのため、サボテンのことを知る弓子の手術を拒んでいた。最終的には組織に切り捨てられて事件の真相を知ったBJもろとも殺されかけるが、死力を振り絞ったBJに救い出されて一命を取り留める。その後の消息は不明。
中島ユキ（なかじま ゆき）
声 - 松本梨香
里枝の友人。仙人岳の登山にてペルート菜園に迷い込んだ際、最初にペルートに触れた。仙人岳の登山から1週間後、轢き逃げに遭い死亡。
後藤香（ごとう かおり）
声 - 岡村明美
里枝の友人。皆と一緒にペルートに触れてしまう。ペルートの菜園を目撃してしまったため、ユキの死から10日後、地下鉄で自殺に見せかけ、ユキ同様に組織に殺害される。
ギル
声 - 筈見純
表向きは時雄の所属していたサーキットのコーチだが、本当の顔は某国犯罪組織のボス。日本を離れる際、証拠となる仙人岳のペルート菜園を焼き払う。

### カルテIII「マリア達の勲章」
マリア・カルネラ大尉
声 - 勝生真沙子
クルーズ将軍の娘で、末期癌の父を延命させるためBJに依頼した。敵兵に左目を撃たれつつもBJと父を対面させた他、避難の指揮を取る大役を果たした。しかし父の手術が終わった矢先、ユナイツ連邦特殊部隊のヘリにBJの目の前で撃たれる。BJに「カメール村の教会へ。みんなと祖国で落ち合うの」と言い残し死亡。BJはその後、教会の前で彼女の愛銃を空に向かって撃った。
クルーズ将軍
声 - 玄田哲章
オルテガ共和国の元首。自由と独立のために戦ったが、隣国ユナイツ連邦のケリー大統領の陰謀で「麻薬王」の汚名を着せられる。そのことで逮捕された上、末期癌に罹ってしまう。娘マリアとエステファン大佐による救出、そしてBJの手術に助けられBJに背負われ国境を目指したがケリー大統領補佐官が待ち構えていた。腰に巻いた爆弾で威嚇し国境の鉄フェンスをよじ登ろうとしたが兵隊に撃たれ腰の爆弾が爆発し故郷の地を踏むことなく、片腕だけを残して爆死した。
エステファン大佐
声 - 渡部猛
捕らわれていた将軍を、マリアと共に助け出した猛者。将軍の手術を妨害させまいと特殊部隊と戦い、戦死。
ケリー大統領
声 - 大塚芳忠
ユナイツ連邦大統領。クルーズ将軍を麻薬の密売者として国境を無視し軍を進めクルーズを逮捕した。自国の正義とプライドしか考えていない。被告人として法廷に立たせるため、脱走したクルーズを拿捕しようと特殊部隊・ブルージャケットを投入する。後にアヘン中毒の犯罪者であるクルーズそっくりの替え玉を用意できたことで命令を射殺に変更した。
サム・バリンジャー・ジュニア
声 - 田中正彦
ケリー大統領特別補佐官。国境近くでクルーズ将軍を待ち構えクルーズ将軍を国と国の争いだと言って射殺。激高したBJに殴られる。

### カルテIV「拒食、ふたりの黒い医者」
ドクターキリコ
声 - 山路和弘
BJのライバル。自暴自棄になり診療所を飛び出したミシェルを保護する。
原作よりも安楽死はあくまでも苦しんでいる人への救済で、医師として助けられる命は助けるという部分が強く表現されており、疲弊したミシェルが当人と知らずキリコの話題を出した際に自身の正体を明かさずにやんわり拒否したり、保護した際のミシェルの症状の心当たりから「化学及び細菌兵器の全て」という医学書を探してきてBJに届け、手術成功の手助けをしている。
原作と異なり、少なくともエピソード中にはBJに対する心象を含む部分が無く、「安楽死の是非」というお互いの医師としてのスタイルの違い以外は険悪には描かれていなかった。BJ・キリコ共にOVAでは設定年齢が高いと思われるのも相成り、原作とは違い、双方とも作中（BJはOVAシリーズ全編）での言葉遣いが落ち着いたものになっている。自身の一人称も「私」となっており、口調も一貫して敬語となっている。
ミシェル・プチ
声 - 土井美加
本名は「ミシェル・ロシャス」、32歳。ようやく売れてきた女優で、無名時代はヌード写真やポルノ映画の仕事しか回ってこなかった。やっとつかんだ主役のためダイエットに励んだ結果、拒食症に陥る。
実は死んだ親友のカティナと同じく、生物兵器（患者の脳に寄生する擬態型エキノコックス）に感染していた。拒食症状が進行するにつれて精神的にも追いつめられていき、一時は死を選ぼうとするまでに至った。偶然介抱されたキリコに対し、「安楽死を請け負う医者」について尋ねたものの、「お金が掛かるのでは」とやんわり断られる。
最終的にはBJの手術によってエキノコックスが摘出され、無事に主演作を完成させる。
カティナ・アレコ
声 - 氷上恭子
ミシェルの幼馴染で2歳年上で、作家を志望していた。幼い頃、ミシェルと共によく廃墟と化したアンジェ村の軍廃棄物処理施設に行き、動物などを手厚く葬り、夢を語り合った仲。ミシェルが親の離婚の都合で村を去った1年後、肺炎で亡くなったことになっていたが、後のアレックスの発言からミシェルと同じ症状のエリテーマ（赤い斑点）が体中にでき死亡したのを、あまりに哀れで奇妙な死だったため死因を肺炎ということにしたのが判明した。
アルマン・ロシャス
声 - 滝口順平
ミシェルの叔父で医学博士。小さな診療所を営んでいる。ミシェルの両親の離婚後、ミシェルを引き取って育てて来た。
アレックス・レイ
声 - 土師孝也
本名は「ニコラス・アレコ」。ミシェルが主演している映画の監督。ミシェルの演技力を高く買っており、彼女に次回作への起用を打診したり、ミシェルが倒れた際には会社に掛け合ってラストシーンの撮影を1か月延期させたりしている。
実はミシェルの親友だったカティナの兄。幼少期よりアンジェ村を離れ、パリにある寄宿制の学校に通っていたため、ミシェルとの面識は無かったが、カティナからの手紙でミシェルのことを伝え聞いていた。自身の映画の主役にミシェルを抜擢したのは偶然だった（彼女の幼い頃の名はミシェル・ロシャスであったため）。
アンドレからミシェルのことを聞いた際、カティナにも死ぬ前にエリテーマ（斑点）が現れたことを思い出す。病魔に蝕まれたミシェルの姿を見て事実を確信し、BJたちにそのことを告げる。
アンドレ
声 - 青野武
芸能イブニング誌のゴシップ記者。大抜擢されたにも拘らず、突如消えたミシェルの捜索を開始し、場所を突き止め、マネージャーとアレックスを診療所に連れて行く。ミシェルのこき下ろし記事も多く書いたが、実は売れない頃からの大ファン。
パドリック
声 - 秋元羊介
ミシェルのマネージャー。

### カルテV「サンメリーダの鴞」
レスリー・ハリス
声 - 古谷徹
イギリス陸軍の「ロイヤル・アーミー・アカデミー」に在籍している、士官候補生の青年。睡眠中に謎の女性が現れる夢を見るたびに、背中にありもしないはずの銃痕が開き大出血を起こしてしまうという謎の発作を持っており、精神科にかかっていた。休暇旅行中の列車内にて発作を起こし、その列車に乗り合わせたBJ・ピノコと出会う。
応急処置を施したBJは、レスリーに対する見事なまでな手術痕からその医師に興味を持ち、治療費は一切受け取らない代わりに、昔レスリーに大手術を施した医師を探すのを協力することを条件とし、レスリーの治療依頼を受託。途中下車した街にある大学病院にて、BJより血管の縫合処置を受けた。
処置から数日後、抜糸から程なくしてBJと共にエルガニア共和国へと向かう。彼自身はエルガニア共和国に行ったことはおろか、エルガニアという国自体が存在することも知らなかった。しかし、サンメリーダ村に降り立った際、初めて来訪したにもかかわらずサンドラの家や村の教会などの場所を知っていたり、昔の出来事を懐かしんで涙を流した。
エルネストと出会ったことにより、自身が実はエルガニア共和国の出身であることを知ることになる。劇中から20年前、赤ん坊の頃に重傷を負い、エルネストの診療所に運び込まれた。エルネストの手により大手術が施され、その際サンドラの皮膚や血管、肝臓などが移植されていた。そのため、彼が見ていた夢の内容は、ドナーであるサンドラの記憶ではないかとエルネストは推測している。エルネストの治療を受けた後、サンメリーダ村に取材に訪れたイギリス人記者のモーガン・ハリスに引き取られた。なお、レスリーは自身が過去に大手術を受けたことを養父母から知らされていなかった。
エルネスト
声 - 坂口芳貞
サンメリーダ村の墓地の手入れをしている厳格な老人。戦乱により廃墟同然となった村の最後の生き残りだが、その正体は戦時中に負傷した兵士たちの治療をしていた「サンメリーダの鴞」の異名を持つ無免許医師だった。その際重傷を負った赤ん坊の頃のレスリーの手術をする。BJをしてレスリーに行った手術の痕を見てエルネストを世界超一流の医師と称したが、本人は留学の途中に祖国が紛争状態に入りインターンの経験もないままそのまま帰国して従軍したことから彼もBJ同様無免許医であり、経験不足や知識不足の中でそれでも重病人を生かさなければと死にもの狂いだった中で、サンドラとレスリーの術の際には奇跡が起こり神が力を貸したと本人は語り、己の技術ではないと、自身の功績とは認めなかった。最終的には牧師として潜入していた少佐を介して軍に発見されてしまい大統領命令により裁判にかけられることなく銃撃されてしまう。その後少佐の協力の下BJが手術を行ったが、銃弾を全部取り出せなかったことや右心房の洞房結節に銃弾が命中していたことが致命傷となって命を落とす。後に建立された彼の墓には「サンメリーダの梟と呼ばれた"天才医師"ここに眠る」と墓石に彫られ葬られた。
牧師
声 - 伊藤和晃
本名不明。異国から来た眼鏡をかけた現サンメリーダ村の若き牧師。その正体は現エルガニア共和国統一政府軍の少佐で、反政府グループの英雄「サンメリーダの鴞」を探していた。ところが民主的な裁判に掛けるために指紋照合などを行ったにも拘わらず、裁判にも掛けられずエルネストを銃撃した母国に怒り責任を取る覚悟で部下たちに軍の医療班に輸血用の血液を集めさせた。エルネストが死亡した際、静かに敬礼した。
サンドラ
声 - 鶴ひろみ
レスリーの夢に現れた人物で、かつて戦時中のサンメリーダ村に住んでいた女性。敵の特殊部隊の銃弾を受け重傷を負い、エルネストの診療所に運ばれた。見ず知らずのレスリーに母乳を与えながら息絶えた。死後、エルネストの手によりサンドラの皮膚や臓器の一部は重傷を負った赤ん坊のレスリーに提供された。
アニタ
声 - なし
ヘリの機銃掃射で死んだサンドラの娘。サンドラと共にレスリーの夢に現れる。
司令官
声 - 宝亀克寿
本名、素顔不明。反政府運動が再び起こることを恐れた大統領の命令によりエルネストを銃殺。少佐に死体の処理を任せ去った。

### カルテVI「雪の夜話、恋姫」
種田三郎左衛門（たねださぶろうざえもん）
声 - 麦人
鎌倉時代の武将。幼少の頃から姫を守りつづけている。
身分の違いから姫からの想いに気づきながらもその想いを受けられないでいた。姫の手術後、六条寺の軍の追手が迫る絶望的な状況の中にて姫の想いをやっと受け入れるが、その願いは果たされることなく姫は手術の傷が開いてしまい絶命、種田も六条寺の軍との壮絶な争いの中にて討死する。
BJが現世に戻った際に姫と瓜二つの女性が本来の患者の女性であり、出稼ぎ先の事故により既に死亡していた筈の夫である種田からの依頼がこの物語の発端であったと物語ラストで明かされる。
姫
声 - 玉川紗己子
20歳。池端家の姫君。幼少の頃より種田三郎左衛門を好いているが、種田には家柄・身分の問題から求愛を拒否される。4年前に六条寺との婚姻話が出た際、祝言を忌避するために毒の実「ガマカズラ」を食べ病気となってしまう。
劣悪な状況内にてBJの手術を受け成功するが、六条寺の追手から逃れるために傷が塞がらないうちに種田と共に脱出を図ろうとするも絶命、六条寺の軍との戦いにより討死した種田と共に炎に包まれる。
BJが目を覚まし現世に戻った際にそっくりな女性・種田夫人がおり、冒頭で届いたBJへの依頼は亡くなった筈の夫の種田からのものだった。
薫光尼（くんこうに）
声 - 藤田淑子
池端家の近くにある寺の尼僧。六条寺の元妻であり、出家前の名前は「薫」。雪道に迷ったBJに道を教えた一方で、寺に預けられたピノコに催眠術をかけて人質に取り、まるで自分の娘のように扱う。
六条寺の心を奪った姫に嫉妬し、殺そうと企む。姫がBJの手術を受けている際も、呪術により姫の体内に生み出した大蛇で姫を殺そうとしたが、大蛇が種田に討ち取られると同時に自身の喉元が穿たれ絶命。
現世では、彼女にそっくりな姿の女性が、種田夫人の隣家に住む女性として存在していた。戦国の世とは打って変わり、病床の種田夫人を常に気に掛ける優しい女性だった。
虻丸（あぶまる）
声 - 田中敦子
薫光尼直属の忠実な配下。戦国の世にて目を覚ましたBJの手術道具を奪う。種田曰く「薫光尼のおもちゃ」。
薫光尼の死後、薫光尼が身に付けていた数珠を口に含み、彼女の亡骸を携えて六条寺の陣地を訪れる。薫光尼に代わり六条寺を成敗すべく彼に襲いかかるも、六条寺の軍の攻撃を受け、口から数珠を吐き出しながら絶命。今際の際、太刀の刃を六条寺へと飛ばし、差し違える形となった。
薫光尼同様、現世ではそっくりな姿の青年が薫光尼にそっくりな女性の息子として存在していた。母同様に隣人の種田夫人を気にかけていたようだった。
六条寺（ろくじょうじ）
声 - 坂口哲夫
帝の執政で66歳。薫光尼の元夫。4年前より姫を側室にしようと企むも、姫が祝言を忌避し続けていたため、姫を手中に収めるべく池端家へ戦を仕掛け続けていた。
軍勢を率いて都より中里に現れる。池端家への総攻撃を命じ、池端家の軍を壊滅状態に追い込むも、姫が種田と共に逃げたという報せを受ける。その直後、陣地を訪れた虻丸に襲われる。最期は虻丸が今際の際に飛ばした太刀の刃を腹に受け、握りしめた刃により指を切り落としながら果てた。

### カルテVII「白い正義」
白拍子泰彦（しらびょうし やすひこ）
声 - 水島裕
東西大学病院の第一外科医局長で完璧主義者。大学剣道部OBで、現役時代は三連覇した。無免許医であるBJに国際医師免許を与えようとするスタンフィールド教授の提案に激しく反発する。婚約者のキャサリンから戦地という悪環境下でのBJの手術の手技や人体に対するアプローチ・患者を尊う行いを称賛する手紙を受けとるが、BJのその行いをロマンで人は救えないと一蹴していた。技術はBJからも「悪くない」と言われるほどに高いが、最新技術の医療機器に頼った部分があり、最新機器では患者を傷つけてしまう状況に追い込まれ、BJと執刀医を交替、経験の違いを見せつけられると同時に手術は医師のためではなく患者のためのものだと気づかされる。後にBJへの国際医師免許の交付に賛同する。
キャサリン
声 - 潘恵子
白拍子の婚約者。東西大学病院の外科医。結婚式を半年延期までして、内戦の勃発したアデンタールに医療ボランティアに行く。そこで出会ったBJの技術の高さと患者の命を尊重する手術の手腕に心酔する。
スタンフィールド教授
声 - 村松康雄
キャサリンの学生時代の恩師で心臓外科の重鎮。BJの手術後に内戦中のアデンタールにヘリの手配を行い、迎えをよこしてくれた。劣悪な環境で行われたカレンの処置に対し自身が行ってきたどの手術よりもパーフェクトと語り、医者として嫉妬を覚えると称しながらも絶賛していた。BJへの国際医師免許の交付を国際医師連盟特別委員会にて提案する。医師会の権威でありながら無免許医である筈のBJの技術や患者に対する姿勢を高く評価する柔軟な思考を持った人格者。
パターソン
声 - 大友龍三郎
ニューヨークマフィアの親分。孫のカレンの治療をBJに依頼する。ピノコをカラオケに連れて行くなど人情味がある。アデンタール共和国の出身。
敵対勢力の襲撃を受け、重傷を負うもBJの手術により一命を取り留める。
カレン・アラビス
声 - 仲尾あづさ
パターソンの孫娘でファロー四徴症を患っている。悪環境の中BJの手術により回復、NYのスタンフィールド教授のいる病院に移送される。命を救ってくれたBJのことをアデンタールの伝承に出てくる砂漠の英雄ラパンドゥと比喩し慕う。
サランダ・アラビス
声 - さとうあい
カレンの母親でパターソンの娘。アデンタールの難民キャンプで死にかけのカレンを抱えて精神錯乱を起こし、心中を図ろうとしたが、寸でのところでBJに止められる。BJの手術により娘が回復したことで、彼女もまた回復する。
ブロンソン
声 - 宝亀克寿

### カルテVIII「緑の想い」
ロレンス
声 - 長沢美樹
イギリスのロンドン郊外にある寄宿制学校の生徒。聖歌隊に所属。中南米の小国であるサンフェルナ共和国のラペルラ村出身で、物語の1年前にロンドンへと渡った。行動力のある兄とは違いおとなしい性格で、同級生に友人と呼べる者はおらず、学校の外にも出たことが無かった。
身体に植物が生えるという医学では考えられない症状を持っており、そのせいか常に眠気を訴えていた。
BJの診察後、謎の声に導かれ、ピノコと共に故郷のラペルラ村に帰郷。その間にも植物の成長は続いており、目や手からも茎や葉が出てくる状態に陥っていたが、同じくラペルラ村へと渡ってきたBJに保護され、彼の手術により体内の植物を摘出された。
物語の2年前、友人と共に森に出かけた時に吹雪により遭難し、遭難から3日後にラペルラ村の大木の洞で発見されたことが父ジョーンズの口から語られている。その際、大木と会話しており、自身の歌を聴かせることを約束していた。
アンドリュー
声 - 林原めぐみ
ロレンスの兄で、彼と同じくロンドンの寄宿制学校の生徒。彼も聖歌隊に所属しており、ロンドンに渡って4年になる。
弟想いの一生懸命な性格で、弟の身体に植物の芽が生えたのを憂い、独力でBJの連絡先を調べ上げて治療依頼をした。
アルマンド
声 - 池田勝
ラペルラ村に住む60代の老人。いつも飲んだくれている。道路開発により古くからある大木を切り倒すことに反対している。過去に幾多の悪事を重ねており、刑務所を行き来していた模様。
13歳ごろまでは大木の声を聴くことができていたが、悪事を重ねて以降はその声を聴けなくなっていた。工事が大詰めになり大木が切り倒されるのを残すまでとなった頃、再び大木の声を聴くことができた。ロレンスの手術後、思い残すことは無いと大木と共に自分の命を絶とうとしたが、BJに横槍を入れられる形で結局生き長らえることとなった。
ジョーンズ
声 - 内田直哉
アンドリュー、ロレンスの父。国際連合職員で途上国支援の業務に従事。サンフェルナ共和国には5年以上前から赴任しており、道路開発計画の地元との折衝を担当。アルマンドが大木を切り倒すことを反対していることを汲み、道路のルート変更を会議で提案したが、予算の都合上NGとなったことをアルマンドに伝える。
樹木の声
声 - 堀勝之祐
ラペルラ村にある「守りの樹」と呼ばれる大木。サンフェルナで50年前に発生した干ばつの際には木の根元から水を湧き出させ、12年前に発生した大地震の際は岩盤に根を張っていたことが幸いして、ラペルラ村への損害が最小限で済んだとアルマンドの口から語られている。「守りの樹」と呼ばれる一方で、「人食いの樹」とも呼ばれており、その枝には首を括った者たちが掛けたロープがいくつも結ばれている。
上記の通り、ロレンスやアルマンドはこの大木の声を聴いており、ロレンスは会話も行っている。ロレンスに種を植え付けたのもこの大木であり、物語の2年前にロレンスと交わした約束のためであることが判明している。そして、約束通りロレンスの歌を聴くことができたことで、大木は急激に枯れ、その生を終えた。
BJの見立てでは推定樹齢3000年以上（後に樹齢4500年であることが大木の声より語られている）。物語のラストはこの大木のものと思しき種が発芽するシーンで締められている。

### カルテIX「人面瘡」
都築耕一郎（つずき こういちろう）
声 - 堀秀行（少年時代：白鳥由里）
世界でも有数の財閥、都築グループ当主の座を30代の若さで引き継いだ男。幼い頃からスパルタ教育で厳しくしつけられていたが、最愛の母が父の愛人のために別れさせられて自殺したことから解離性同一性障害と腹部に人面瘡を発症する。捜査に入った刑事の一人に撃たれその傷が元で死亡。
種田（たねだ）
声 - 麦人
耕一郎の幼少時代からの執事。医大を中退したがかなりの医療知識の持ち主。
摩知子（まちこ）
声 - 荘真由美
耕一郎の妻。種田と共に耕一郎の秘密を知る。彼女曰く耕一郎は「やさしい人」
ジュン
声 - 佐々木望
耕一郎の別人格。10代の少年。高級外車を狙い、斧で叩き壊す。
柳子（りゅうこ）
声 - 定岡小百合
耕一郎が17歳の時に現れた別人格。赤毛の20代ぐらいの女性。男性をラブホテルに誘い殺害。種田曰く最初は脅したり暴力を振るう程度だった。
マリコ
声 - 工藤栄子
ホームレス生活を送る少女。かつて高杉警部に世話されていた。逃亡中の柳子を助ける。
佐々木
声 - 内田直哉
柳子をナンパして殺された男。妻子持ちの商社マン。
人面瘡
声 - 内田直哉

### カルテX「しずむ女」
月子
声 - 折笠富美子
素性不明、推定年齢19歳。泳ぎがうまく、地元の人から人魚の生まれ変わりとも言われている。しかし、魚を捕る以外に能がなく、BJは知的障害か精神病患者ではないかとも疑っていた（そのことは素性調査を行う際に養護施設なども当たらせたことからわかる）。意思疎通が若干困難ではあるが、本人は至って純粋な性格で、BJに一目惚れし、彼のために愛の証「青真珠」を捕って来ると言っていた。
BJによって三ヶ月病治療手術（膝への人工関節移植）を受けるが、完治を待たずして青真珠を捕るため海に入り、溺死。
フォックス
声 - 藤本譲
三ヶ月病救済委員会の総括。全国から優秀な医師を集めてくれと頼まれ、BJを強く推薦するが、無免許医であるとの内部告発により叶わないまま終わる。しかし月子の手術のことをBJから聞かされた際には自らの立場も顧みずに来院を勧めるなど、常に全面バックアップしていた。
タクシーの運転手
声 - 堀内賢雄
お調子者のタクシー運転手。BJを気に入ったらしく、他のタクシードライバーたちに「親戚だ」と見え透いた嘘をついてまでも終始一貫してBJの専属ドライバーを務めていた。満月館にいつのまにか馴染み、月子に関する情報収集にも協力する。
満月館の主
声 - 内田直哉
オヤジギャグを飛ばすことを忘れない、愛嬌たっぷりの満月館の主。宿はいつも閑散としており、一人で切り盛りしている。ピノコと意気投合し、さながら漫才コンビのようなやりとりを見せていた。月子のことを可愛がっており、食べもしないのに公害で汚染された魚を買ってはこっそり土に埋めるなど、根は情に厚い人間。
杉田まもる
声 - 矢尾一樹
DLケミカルの社員で、三ヶ月病救済委員を兼任。BJの正体を隠すため、「ハザマ」としてスタッフに加えようとする。一見気弱そうだが、月子の手術のための道具を持ち出したり、BJが月子の将来のための金をBLケミカルから恐喝するためのセッティングを行う。
種田（オイダ）
声 - 西田絵里
三ヶ月市役所の三ヶ月病救済窓口担当。月子に対し被害者認定カードを発行するために尽力している女性。
長谷川
声 - 松尾銀三
DLケミカル常務。ブラックジャックとの裏取引に応じ、3000万円の小切手を切る。
林
声 - 川津泰彦

### カルテXI「おとずれた思い出」
西園寺ゆりえ
声 - 坂本真綾
かつてピノコを体内に取り込んでいた双子の姉。舞の流派として知られる西園寺流の家元で、西園寺グループの令嬢。切除しても再生する腫瘍を全身に患い昏倒を繰り返していたが、それがピノコに起きていた発作と同期していた。西園寺家の血筋の常として特殊抗体で死ぬ運命にあったが、抗体に適応したピノコが奇形腫として存在したことで生き長らえていた。
ピノコとの確執は存在せず、一族の厳しいしきたりに縛られる中で妹の存在をよりどころとしていた。嚢腫の切除も一族の神事である舞を踊り続けることで、姉妹で血筋の呪いから解放されるためにやむなく取った手段であり、ゆりえは後悔し続けていた。最終的にピノコからの肝移植によってゆりえ自身も抗体に適応し、腫瘍も再発しなくなった。手術後、彼女が生存していたことを知ってBJに会わせてくれるように頼んだが、BJにその申し出を拒絶される。しかし、その直後に彼を追いかけてきたピノコと襖越しに姉妹同士の再会を果たした。
高尾
声 - 中村悠一
ゆりえに仕える笛奏者の青年。BJにゆりえの治療を依頼する。
美登里
声 - 城雅子
ゆりえの親戚で、西園寺流の次期家元候補。ゆりえに白鷺天昇を伝授されるが、その実力差を思い知ることになる。
橘
声 - 内田直哉
美登里の父。ゆりえの病状が重いことを察し、美登里を西園寺流後継者にしようと画策する。
松の丞
声 - 柿原徹也
女形を目指して実家の白鷺神社を出たが、現在は町のスナックで雇われママをしている。BJに白鷺神社の伝承を教える。
白鷺神社宮司
声 - 堀内賢雄
松の丞の父。BJに西園寺家の成り立ちと双子の伝説を教える。
可仁医師
声 - 後藤哲夫
西園寺家の侍医。奇形腫除去の経緯からブラックジャックとも面識があり、屋敷内の医療設備を貸し出すなど彼をサポートする。
幼女
声 - 工藤晴香
幼いゆりえの前に幻影として現れていたリボンをつけた着物姿の幼女。切り離される前のゆりえの妹(後のピノコ)の意識体。

### カルテXII「美しき報復者」
L／アジュン
声 - 朴璐美（幼少期：潘めぐみ）
アンリョン国の女性工作員。血液型はO型のRh−。
日本へと向かう飛行機の機内で青酸カリを服用し、BJを騙す患者役を務めてBJをアンリョン国へと拉致した。チェ・ヒョク将軍に家族ごと拉致され、両親を喪った過去を持っている。そのため、自らの手で復讐を果たそうと兵士となり、将軍への復讐の機会を狙っていた。
BJの警護を担当。BJが宿泊予定であったホテルが爆弾テロに遭った際、BJとともにホテルからの脱出を試みるも、アンリョン軍の銃撃により右腕と右胸を負傷。麻酔が無いという劣悪な環境下で、激痛に耐えながらBJの処置を受け、弾丸を摘出された。その後、BJの身を隠すために森の中を移動していた際、ファンロンのキャンプに辿り着く。ファンロンのキャンプにてジョンギが重傷を負った際、自身も銃撃の傷が癒えていないにもかかわらず、唯一血液型が適合していた自身の血液の輸血を申し出る。
将軍の手術の際は助手も務めた。将軍の手術終了後、BJを気絶させて将軍を狙うがBJに制止される。直後に将軍の銃弾を受け、致命傷を負う。腹部からの出血が酷く、手の施しようが無い状態の中、「母さんの故郷が見たい」とBJに懇願。最期は「先生に会えて良かった」と言い残し、湖のほとりでBJに抱きかかえられて息を引き取った。
チェ・ヒョク将軍
声 - 小林清志
全体主義国家アンリョン国の独裁者。脳腫瘍を患っているが、麻酔に対するアナフィラキーショックのため、手術ができずにいる。電気麻酔によって手術が行われ、腫瘍を取り除くことに成功する。
その後、ファンロンに拘束されたことがニュースで報じられた。
テビョン大将
声 - 関俊彦
チェ・ヒョク将軍の長男。後継者の座を確実なものとするため、部下にBJ暗殺を実行させる。作戦は失敗するが結果、気落ちした将軍から後継者に指名され、さっそく核実験を行う。
ジョンギ
声 - 森久保祥太郎
チェ・ヒョク将軍の次男。自国の情勢を憂い、反体制組織ファンロンに肩入れしていたが、実はジョンギ自身がファンロンのリーダーだった。将軍の妻にさせられたLの母が産んだ異父弟であり、血液型もLと同じくO型のRh−。
BJとLをファンロンのキャンプへと匿った直後、アンリョン軍の銃撃を受け重傷を負う。大量出血を起こすが、唯一血液型が適合していたLの輸血で助かる。
物語ラストに流れたニュースにて、最終的にファンロンが内戦に勝利したことが報じられた。
キム参謀長
声 - 大竹宏
テビョン大将の部下。テビョンからは全幅の信頼を寄せられている。
Z
声 - 中村大樹
アンリョン国の工作員。ブラックジャックを騙す患者（L）の夫役を務めた。
カン医師
声 - 島本須美
チェ・ヒョク将軍の主治医。女医。
アジュンの母
声 - 宮川美保
夫と娘と共にアンリョン国へと拉致された。科学者であった夫が将軍への協力を拒み処刑されて以降、「故郷へ帰りたい」と嘆く日々を送っていた。後に無理やり将軍への妻にさせられ、ジョンギを出産後に亡くなった。

## スタッフ

### OVA KARTE:1-10
- 原作・オリジナルキャラクター - 手塚治虫
- 企画 - 松谷孝征、清水義裕
- 監督 - 出崎統
- 脚本 - 山下久仁明 (KARTE1)、森絵都（KARTE2）、小出克彦 (KARTE3-6)、日吉恵 (KARTE7,9)、金春智子 (KARTE8)、出崎統（KARTE1-10）
- キャラクターデザイン - 杉野昭夫
- 美術監督 - 岡田和夫(KARTE1-5)、斉藤雅己(KARTE1-3、6 - )、市原美恵子(KARTE7)
- 撮影監督 - 高橋宏固、野口肇(KARTE4-10)
- 編集 - 森田清次
- 音楽 - 東海林修 (KARTE1-5)、川村栄二 (KARTE6 - )、鈴木清司 (KARTE8 - )
- 音響監督 - 山田悦司(KARTE1-5)、山田智明(KARTE6 - )
- ミュージックディレクター - 鈴木清司
- ミュージックプロデューサー - 熊田和生
- 音響効果 - 糸川幸良
- 医学監修 - 永井明（KARTE1-9、劇場版）、竹下俊隆(KARTE9 - )、白鳥泰正(KARTE10)
- 医学協力 - 竹下俊隆(KARTE1-3,5,6)、白鳥泰正 (KARTE5)
- プロデューサー - 久保田稔(KARTE1-10)、宇田川純男、大石光明(KARTE7-10)
- 製作 - 手塚プロダクション、ブラックジャック製作委員会（秋田書店、フォルテミュージックエンタテインメント）

### OVA FINAL KARTE:11,12
- 原作 - 手塚治虫
- 企画・プロデュース - 清水義裕
- 監修・シリーズ名誉監督 - 出崎統
- 総監督 - 桑原智(KARTE11)、西田正義(KARTE12)[6]
- 脚本 - 森田眞由美、西田正義(KARTE12)
- キャラクターデザイン - 杉野昭夫
- 美術監督 - 斉藤雅己(KARTE11)、柴田正人(KARTE12)
- 美術監修 - 河野次郎(KARTE12)
- 演出 - 竹内啓雄
- 撮影監督 - 中村圭介
- 撮影監修 - 高橋宏固
- 色彩設定 - 川添恵
- 編集 - 渡部珠未（協力：森田清次）
- 音楽 - 川村栄二、鈴木清司（KARTE11「白鷺の舞」作曲 - 佐藤当史 / 演奏 - 三塚幸彦、吉原一憲）
- 音響監督 - 山田知明
- 音楽監督 - 鈴木清司
- 音響効果 - 横山正和(KARTE11)、柴崎憲治(KARTE12)
- サウンド・ミキサー - はたしょう二
- 医学監修 - 竹下俊隆
- プロデューサー - 宇田川純男、湯本裕幸
- 製作 - 松谷孝征、手塚プロダクション

## 主題歌
カルテI - III、カルテXI - XII
オープニング「Just Before The Sunrise」
作詞 - 里乃塚玲央 / 作曲・編曲 - 堀江顕 / 歌 - RHODES
エンディング「I'll Be Back Again〜月の光」
作詞 - 松原康治、里乃塚玲央 / 作曲 - 松原康治 / 編曲 - 堀江顕 / 歌 - RHODES
- カルテIIIまでのオープニングでは、共通のタイトルバックの後、本編ワンシーンの止め絵が流れ、終盤ではBJが下を向き目をつむるカットで終わる。
- エンディングはカルテIIIまでに登場したヒロインの止め絵が流れる。
- カルテXI、XIIのオープニングでは、映像の順序を除き、共通のタイトルバック以降はカルテVI - Xまでと同様。
- エンディングはカルテVI以降の映像に加え、新たにカルテVI - Xまでのヒロインの止め絵がデジタル処理で追加された。カルテXI、XIIでは、これに加えそれぞれのエピソードで登場したヒロインの止め絵が流れる。

カルテIV - V
オープニング「-記憶の君へ-」
作詞・作曲 - 島田貴斗 / 編曲 - 中村修司 / 歌 - ANOTHER MOON
エンディング「この想いつたえられると…」
作詞・作曲 - 松原康治 / 編曲 - 中村修司 / 歌 - ANOTHER MOON
- オープニングは新映像にて刷新。共通のタイトルバックの後、BJの生い立ちを描いた止め絵と映像が流れる。最後はBJが電話を取るカットで終わる。
- エンディングはカルテIIIまでの映像に加え、カルテIVに登場したヒロインの止め絵、映像が流れる。

カルテVI - VII
オープニング「MOON SHADOW」
作詞・作曲 - 宮原学 / 編曲 - THE ORANGE VOX / 歌・演奏 - THE ORANGE VOX, MANABU MIYAHARA, ERIC-ZAY, ALI MORIZUMI
エンディング「BLACK JACK」
作詞・作曲 - 宮原学 / 編曲 - THE ORANGE VOX / 歌・演奏 - THE ORANGE VOX, MANABU MIYAHARA, ERIC-ZAY, ALI MORIZUMI
- オープニングはカルテIIIまでの映像に、カルテIV,Vの映像を混合。共通のタイトルバック以降、映像の順序を除きカルテXまでほぼ共通。
- エンディングはカルテIV,Vとほぼ共通の映像が使用されている。以降、映像の順序を除いてカルテXまで共通。

カルテVIII - X
オープニング「rebirth」
作詞・歌 - 工藤栄子 / 作曲 - 水垣カエル / 編曲 - 武藤義明 / サウンドプロデュース - 小幡英之
エンディング「HOPE〜負けない、泣かない、くじけないこと」
作詞・作曲 - 北川晴美 / 編曲・サウンドプロデュース - 沢井原兒 / 歌 - 工藤栄子
- オープニング・エンディングともに映像の順序を除き、カルテVI,VIIとほぼ共通。

## 各話リスト
| 話数       | サブタイトル           | 原作                                                   | 脚本                | 絵コンテ | 演出     | 作画監督 | 時間 | 製作年 |
| ---------- | ---------------------- | ------------------------------------------------------ | ------------------- | -------- | -------- | -------- | ---- | ------ |
| KARTE I    | 流氷、キマイラの男     | ハリケーン                                             | 出崎統 山下久仁明   | 出崎統   | 吉村文宏 | 杉野昭夫 | 49分 | 1993年 |
| KARTE II   | 葬列遊戯               | （アニメオリジナル）                                   | 出崎統 森絵都       | 出崎統   | 吉村文宏 | 杉野昭夫 | 50分 | 1993年 |
| KARTE III  | マリア達の勲章         | 約束                                                   | 出崎統 小出克彦     | 出崎統   | 桑原智   | 杉野昭夫 | 49分 | 1993年 |
| KARTE IV   | 拒食、ふたりの黒い医者 | ふたりの黒い医者、あるスターの死                       | 出崎統 小出克彦     | 出崎統   | 吉村文宏 | 杉野昭夫 | 51分 | 1995年 |
| KARTE V    | サンメリーダの鴞       | 過ぎ去りし一瞬                                         | 出崎統 小出克彦     | 出崎統   | 吉村文宏 | 杉野昭夫 | 51分 | 1995年 |
| KARTE VI   | 雪の夜ばなし、恋姫     | （アニメオリジナル）                                   | 出崎統 小出克彦     | 出崎統   | 吉村文宏 | 杉野昭夫 | 51分 | 1996年 |
| KARTE VII  | 白い正義               | 白い正義                                               | 出崎統 日吉恵       | 出崎統   | 吉村文宏 | 杉野昭夫 | 49分 | 1998年 |
| KARTE VIII | 緑の想い               | 木の芽、老人と木                                       | 出崎統 金春智子     | 出崎統   | 桑原智   | 杉野昭夫 | 51分 | 1999年 |
| KARTE IX   | 人面瘡                 | 人面瘡                                                 | 出崎統 日吉恵       | 出崎統   | 桑原智   | 杉野昭夫 | 52分 | 2000年 |
| KARTE X    | しずむ女               | しずむ女 （旧版少年チャンピオンコミックス4巻のみ収録） | 出崎統              | 出崎統   | 桑原智   | 杉野昭夫 | 54分 | 2000年 |
| KARTE XI   | おとずれた思い出       | 奇形嚢腫、おとずれた思い出                             | 森田眞由美          | 桑原智   | 竹内啓雄 | 杉野昭夫 | 49分 | 2011年 |
| KARTE XII  | 美しき報復者           | アナフィラキシー                                       | 森田眞由美 西田正義 | 西田正義 | 竹内啓雄 | 杉野昭夫 | 46分 | 2011年 |

- 収録・その他詳細
  - カルテI：流氷、キマイラの男（DVD-BOX Disc1に収録）
  - カルテII：葬列遊戯（DVD-BOX Disc1に収録）
  - カルテIII：マリア達の勲章（DVD-BOX Disc1に収録）
  - カルテIV：拒食、ふたりの黒い医者（DVD-BOX Disc2に収録）
  - カルテV：サンメリーダの鴞（DVD-BOX Disc2に収録）
  - カルテVI：雪の夜ばなし、恋姫（DVD-BOX Disc2に収録）
  - カルテVII：白い正義（DVD-BOX Disc3に収録）
  - カルテVIII：緑の想い（DVD-BOX Disc3に収録）
  - カルテIX：人面瘡（DVD-BOX Disc4に収録）
  - カルテX：しずむ女（DVD-BOX Disc4に収録）
  - カルテXI：おとずれた思い出（ブラック・ジャック FINALに収録）
  - カルテXII：美しき報復者（ブラック・ジャック FINALに収録）

## 劇場版
『ブラック・ジャック 劇場版』は、松竹の配給で、全国松竹系劇場において1996年11月30日に公開された93分の劇場版アニメ。公開時のタイトルは『BLACK JACK』だったが、ビデオソフト化の際に、上記の題名となった（ただし、オープニングのタイトルクレジットは『BLACK JACK』のまま）。OVAシリーズの流れを汲む作品で、原作にはない劇場用オリジナルストーリーとして製作された。本作においても出崎統が監督を務めた。音楽はOVA版KARTE6より参加した川村栄二が担当、主題歌は山根麻衣『Invisible Love』。

### 概要（劇場版）
本作最大の特徴は、アメリカを舞台としており、欧米人が製作したような彫りの深いキャラクターデザインなどの描画、患者が血を吐くシーン・頭をぶつけるシーンなどに使われたサーモグラフィー切り替えによる演出などである。公開はアトランタオリンピックが開催された年であり、冒頭部にオリンピック競技で選手が超人的な動きをする場面が登場する。当時の最新の技術を極限まで用いた演出と、出崎監督特有の「ハーモニー」や「陰影」、「入射光」などもあり、人間の「生死」や「苦悩」をリアルに演出している。第51回（1996年）毎日映画コンクールアニメーション映画賞を受賞した。
- 1996年の12月、秋田書店からフィルムコミックが発売されている。全2巻。
  1. ISBN 4-253-17328-4
  2. ISBN 4-253-17329-2
- 1999年末、よみうりテレビ・日本テレビ系列にて地上波TV放送された[注 7]。
- 2001年12月にパイオニアLDCから「手塚治虫アニメワールド」シリーズの一タイトルとしてDVDソフト（セル/レンタル）化されている。セル版はメーカー在庫切れで入手困難の状況にある。
- 2007年頃から手塚プロダクションがアクトビラやインターネットテレビサイトの一部で「ブラックジャック（劇場版）」のタイトルで有料動画配信を開始している。
- 2008年12月31日（23時45分 - 25時30分）にTOKYO MXで地上波局としては異例の年を跨いでアニメ作品の放送がされた。BS12でも放送されたほかtvkテレビ神奈川でも放送されたことがある。
- 2005年末に手塚眞監督によって再び映画化された作品が東宝配給の『ブラック・ジャック ふたりの黒い医者』であるが、OVAの流れを汲まないテレビアニメ版の劇場版であるため接点は無い。
- ピノコが遊んだジクソーパズルは、すべて手塚治虫の作品のキャラクターである。

### あらすじ
世界中で超人類ブームが起こっていた。従来の人間では考えられない集中力でパフォーマンスを発揮する彼らは、アトランタオリンピックや芸術の分野で次々に驚異的な活躍を見せる。ところが、実は彼らはある共通の病気に冒されていた。
超人類と呼ばれる人たちの入院管理をしているブレーン製薬のジョー・キャロル・ブレーンから、彼らの体に巣喰う病原菌の原因究明と手術を依頼されたブラック・ジャックは、その病原菌が脳下垂体の中に入り込んで、大量のエンドルフィンを分泌させていることを発見する。しかし、そもそも病原菌を彼らに移植して人体実験を行っていたのがジョーの仕業であることを、戦う医師団“M・S・J"のメンバーによって知らされたブラック・ジャックは、その非人道的なジョーのやり方に腹を立て、研究を降りようとした。ところが、ジョーはピノコを人質に取った上に、ブラック・ジャックの体内にその病原菌を植えつけてしまった。
研究を続行しなければ、ピノコと自らの命も危険に晒されてしまうことになる。ブラック・ジャックはジョーがその菌を発見したという砂漠に赴いて、それがフルジウムという花の花粉であることを突き止める。一方、ジョーは行き過ぎた研究を非難されて、ブレーン製薬の会長の刺客によって射殺された。ブラック・ジャックも体に入り込んだ病原菌に次第に蝕まれていく。だが、彼は長い間砂漠に住んでいる砂漠の民によって命を救われた。彼らは、その花粉の抗体の存在を知っていたのである。
抗体を手に入れたブラック・ジャックは、瀕死の状態の超人類たちを救うと、ピノコとふたりで再び闇の医療の世界へと戻っていった。

### 登場人物（劇場版）

#### メインキャラクター
ブラック・ジャック
声 - 大塚明夫
リサ・シーゲルの手術を行い、後日、危篤状態に陥ったリサのもとに駆け付け、応急措置を行う。
ジョー・キャロル・ブレーンからの連絡を最初は拒否するも、滞在していたニューヨーク市内の病院での手術中、ジョーが現れ、後日セント・ジョエル研究センターへと出向く。
ニコラス・ドリスの手術を行い、ウイルスを発見する。
廃墟に潜伏していたジョーにエンドルフ・アーの原液を混入させたワインを飲まされ、モイラシンドロームを発症する。
セビア砂漠のエンドルフ・アー製造工場で、モイラシンドロームに侵されたジョーの手術を行い、脱出しフルジウムの胞子に汚染された砂を発見するも、ジョーが刺客に殺害され、自ら奥へと進む途中で吐血し、衰弱していた所を遊牧民に助け出される。
ピノコ
声 - 水谷優子
リサの絵をBJに代わり受け取る。ニューヨーク市内のホテルで留守番中に、ジョーの命を受けたフェンディに連れ出され、世界各地を転々とする。

#### オリジナルキャラクター
ジョー・キャロル・ブレーン
声 - 涼風真世
本作のキーパーソン。セント・ジョエル研究センターの主任ドクターにして、ブレーン会長の養女。モイラシンドロームの原因究明を依頼すべくBJに連絡を取り続けていたが、BJが応じなかったため、ピノコを人質にとる形で強制的に協力を取り付けた。
優秀な頭脳を持ち合わせた精子と卵子を合わせ、人工授精によって産まれ「7101」とナンバリングされた。自らがブレーンの養女として認められ生き残るために、刑務所のような環境での厳しい教育を完璧にこなし、生と死とを分ける試験にも、同じ野望を抱く友人たちから勝ち続けていった。しかし、次第に去ってゆく友人たちの末路を目の当たりにし、自らの生活に恐怖を覚え心を氷のように固く閉ざしていった。それが、後に悲劇をもたらすジョー・キャロル・ブレーン誕生の瞬間だった。
モイラシンドローム感染者数人を開頭手術中に死亡させたり、さらにはリサ・シーゲルをエンドルフ・アー被験者として密かに血液に投与していたなど極悪非道な行為を行っていた。
セント・ジョエル研究センターがMSJの管理下となった後もニューヨークに潜伏していたが、BJと密会した際、自らエンドルフ・アーの原液を混入させたワインを飲み、BJにもそのワインを飲ませた。その後はピノコとともにセビア砂漠のエンドルフ・アー製造工場に潜伏していたが、発病。BJによる治療を受けるがブレーン製薬の刺客に銃撃される。最期は自分の過去をBJに語り「ずっと…寒かった…」と言い残して息絶える。
ブレーン会長
声 - 青森伸
巨大製薬会社「ブレーン製薬」の会長。モイラシンドロームが明るみに出た後も関わりを否定し、手段を選ばない証拠隠滅でキャロルをも亡き者にしようとする。
フェンディ
声 - 定岡小百合
キャロルの侍女的存在。ずっと預かったピノコの相手をしていた。会長の命でキャロルを殺そうとするが、返り討ちに遭う。
リサ・シーゲル
声 - 近藤玲子
絵画に特異な才能を発揮した少女。2年前心臓房室弁の手術をBJに受けて完全に回復したかに見えたが、再発のため「先生は超人類だもの、きっと私を治してくれる」と言い残して死んでしまう。彼女の遺体を解剖した結果、内臓が90歳の老人のように使い古されていた。原因は、ジョーの指示によって、彼女にエンドルフ・アー被験者の血液を投与したことだった。
エレン・シュライア
声 - 折笠愛
ポーランドの田舎町出身の少女。12歳まで駆けっこの経験すらなかったにもかかわらず、13歳で突然ジュニア新記録を出し15歳でオリンピックに出場、100ｍを9秒61で駆け抜け金メダリストとなる。しかし2年後にはモイラシンドロームを患い、セントジョエル研究センターに収容されていた。BJが研究センターに泊まった夜に突然病状が悪化して発狂。その人間離れした走力で病室の壁めがけて疾走し、頭を強く打ち付けて死亡する（その際、頭皮が分離するなど頭蓋骨が砕け散った）。彼女の遺体を解剖した結果、内臓が老化しており、腸内が生きながらに腐敗していたことが判明する。
ニコラス・ドリス
声 - 若本規夫
アメリカ出身の陸上選手。オリンピック棒高跳びで7mという世界新記録を打ち出すが、彼もまたモイラシンドロームに体を蝕まれ、研究センターへと収容される。幾度となく手術を受けるものの容態は一向に良くならず、次第に絶望と怒りを募らせていった。BJの治療により症状は改善されたが、治療前にあった異常なまでの力を失ったことで発狂し、天井めがけてジャンプ。ベッドに開頭手術直後の頭を強く打ち付けて死亡する。
エリック・カデリィ
声 - 星野充昭
セントジョエル研究センターの脳外科医だが、実はMSJのメンバー。キャロルの人体実験ビデオを入手し、ブラックジャックに渡す。父がセビア砂漠の遊牧民で、ブラックジャックをエンドルフ・アーの工場へ案内する。ジョーを暗殺しようとした刺客の一人を返り討ちにする。ブラックジャックが発見したモイラシンドロームの治療法を彼に代わって発表した。
ベティ・マッコール
声 - 井上喜久子
セントジョエル研究センターの研究員だが彼女もエリックと同じくMSJのメンバー。麻酔科医。リサ・シーゲルの死亡の原因が記された記録を研究所内のゴミ捨て場から見つける。
トムス・ジョンストン
声 - 秋元羊介
MSJ突入部隊を率いていた北米地区リーダー。精神分析医として、バンクーバーで開業している。
チビデブ、ノッポ
声 - 安西正弘（チビデブ）、清川元夢（ノッポ）
リサ・シーゲルの絵を買い付けに来た画商。
マイケル・ジーン
レースドライバー。最初のモイラシンドローム感染者。ジョー・キャロル・ブレーンがエンドルフ・アーを開発するきっかけとなった。その後の生死は不明。
ロジャー・シーゲル
声 - 坂東尚樹
リサ・シーゲルの父。リサが退院後に危篤状態であることをブラック・ジャックに電話で伝える。リサの絵をブラック・ジャックに渡す。

### 用語
MSJ
“Medical Soldiers for Justice”の略。別名「戦う医師団」と呼ばれている、国家的権力、組織的暴力によって蹂躙された医療患者の救済、人権保護、それらの患者に対する公正な治療の続行を目的に組織された医療ボランティアグループ。具体的には組織の運営権を相手側から剥奪した上で占拠し、責任者から所員全てを「MSJ」の管理下におく。「MSJ」に協力する職員から順次解放してゆくが、協力しない者に対してはさらに厳重な管理が行われる。これは、外部組織からの圧力の介入を避けるため。これらの手順により、相手組織は「MSJ」の手によって運営され、患者たちを救うことが可能となる。ただし、きわめて悪質な組織に対しては軍用の小火器（MP5、M16A1など）や爆発物などを使用して暴力的に組織を制圧する面もあり、今回のセント・ジョエル研究センター占拠がその一例と言える。
なお、BJの助手を務めたエリックとベティも「MSJ」のメンバーである。
モイラシンドローム
超人類などが発症した奇病。その名はギリシア神話における運命の女神モイラに由来し、別名「多臓器不全症候群」と呼ばれている。実際にはジョーの開発した新薬「エンドルフ・アー」によるものだった。
初期症状は、吐血・脱水症状・体温上昇であり、その後下痢・拒食症・心臓破裂・心不全などを併発する。
その経路は、ラリードライバーのマイケル・ジーンが事故でセビア砂漠をさまよった後、急速に実力を上げてF1レーサーに転身したことに起因する。マイケルと専属契約を結んだジョーは、彼の能力がその地方の砂に含まれる微生物によるエンドルフィンの異常分泌によるものと突き止め、極秘裏にモニタリングを行っていた。しかし、モニター以外にも「超人類」が出現したこととモイラシンドロームの発生という予期せぬ事態が起こり、彼らの隔離につながった。
微生物の正体は、セビア砂漠に生息する植物、フルジウムの花粉に生息する未知のウイルスである。このウイルスの抗体がフルジウムの茎に存在しており、セビア砂漠の民はフルジウムの茎から抽出したエキスを摂取することで、モイラシンドロームの罹患を防いでいた。

### スタッフ（劇場版）
- 原作・オリジナルキャラクター - 手塚治虫
- 制作 - 奥山和由、松谷孝征
- 企画 - 清水義裕、古徳稔、石田康男
- 監督 - 出崎統
- 脚本 - 森絵都、出崎統
- 脚本協力 - 手塚プロダクション文芸部
- キャラクターデザイン・作画監督 - 杉野昭夫
- 美術監督 - 河野次郎
- 演出 - 吉村文宏
- 撮影監督 - 高橋宏固、野口肇
- 編集 - 森田清次
- 音楽 - 川村栄二
- 音響監督 - 左近允洋
- 主題歌 - 山根麻衣『Invisible Love』（作詞：岡田冨美子、作曲：鈴木キサブロー、編曲：川村栄二）
- 音楽ディレクター - 鈴木清司
- ミュージックプロデューサー - 熊田和生（コロムビアエデュテインメント）
- 音響効果 - 糸川幸良
- 音響制作 - グロービジョン
- 医学監修 - 永井明
- プロデューサー - 宇田川純男、久保田稔、秋葉千晴
- アニメーション制作 - 手塚プロダクション
- 製作 - 手塚プロダクション、松竹
- 制作協力 - 秋田書店、コロムビアエデュテインメント

## 関連商品

### DVD・Blu-ray
- DVDはカルテ1から10まで収録のDVD-BOX、カルテ11,12までを収録したFINAL SPECIAL EDITION版、劇場版が各1巻ずつそれぞれ発売。
- Blu-rayは、FINALと劇場版を含む全話を収録したBlu-ray BOXが1巻発売。
- VHSが全話、VCDやレーザーディスクも途中の話[注 11]までリリースされていた。

### CD

#### テーマソング
いずれも現在は廃盤。カルテVIIIからXまでのテーマ曲「rebirth」、「HOPE〜負けない、泣かない、くじけないこと」（歌：工藤栄子）は発売されていない。
RHODES / 「Just Before The Sunrise」
1993年12月1日発売、コロムビアエデュテイメント
カルテI - III、カルテXI - XII オープニングテーマ。
RHODES / 「I'll Be Back Again - 月の光」
1993年12月1日発売、コロムビアエデュテイメント
カルテI - III、カルテXI - XII エンディングテーマ。
ANOTHER MOON / 「記憶の君へ」
1995年4月21日発売、コロムビアエデュテイメント
カルテIV,V オープニングテーマ。
ANOTHER MOON / 「この想いつたえられると…」
1993年4月21日発売、コロムビアエデュテイメント
カルテIV,V エンディングテーマ。
THE ORANGE VOX / 「MOON SHADOW」
1996年5月21日発売、コロムビアエデュテイメント
カルテVI,VII オープニングテーマ。
THE ORANGE VOX / 「BLACKJACK」
1996年5月21日発売、コロムビアエデュテイメント
カルテVI,VII エンディングテーマ。
山根麻衣 / 「Invisible Love」
1996年11月1日発売、日本コロムビア
劇場版 テーマソング。

#### サウンドトラック
いずれも現在は廃盤。カルテVIIIより「音楽」にクレジットされている鈴木清司によるBGMは収録されていない。
ブラック・ジャック Sound Track & Image Album Vol.1
1993年発売、日本コロムビア
主にカルテI - III にて使用されたBGMを収録。演奏は東海林修。
この他、本編未使用の「ブラック・クイーン」や「琵琶丸」などのキャラクターイメージソングを収録。
ブラック・ジャック Sound Track & Image Album Vol.2
1995年発売、日本コロムビア
カルテIV - V にて使用されたBGMを収録。演奏は東海林修。
ブラック・ジャック KARTE VI [雪の夜ばなし、恋姫] ミュージックコレクション
1996年発売、日本コロムビア
カルテVI にて使用されたBGMを収録。演奏は川村栄二。
この他、「ブラック・ジャック」のキャラクターイメージソングを収録。
一部はカルテIX、カルテXI、カルテXII にてアレンジの上で使用されているが、これらは収録されていない。
[BLACK JACK] オリジナル・サウンドトラック
1996年発売、日本コロムビア
劇場版、OVA版カルテVI - カルテX にて使用されたBGMを収録。演奏は川村栄二。
この他、山根麻衣による「Invisible Love」の日本語・英語歌詞フルバージョン、およびそれぞれのショートバージョンを収録。

### コミックス
ブラック・ジャック (1) 目撃者（秋田CD文庫）
1995年5月発売、秋田書店、ISBN 978-4-2531-8201-0
原作の体裁を絵本調にしたもので、内容はOVAとは関わりがないが、本作カルテIV、Vのテーマソングを収録したCDが付属している。
ブラック・ジャック (2) 呪われた手術（秋田CD文庫）
1995年7月発売、秋田書店、ISBN 978-4-2531-8202-7
1巻と同様。本作カルテI - IIIのテーマソングを収録したCDが付属している。
ブラック・ジャック (Anime book)
1995年5月発売、秋田書店、ISBN 978-4-2531-0323-7
OVA版「流氷・キマイラの男」、「葬列遊戯」、「マリア達の勲章」の3編を収録。全1巻。